# Muriel Robb
Muriel Robb (Newcastle upon Tyne, 13 mei 1878--12 februari 1907, Newcastle upon Tyne) is een tennisspeelster uit Groot-Brittannië.
Robb speelde vijf maal op Wimbledon, en won het toernooi in 1902, nadat ze al drie maal de kwartfinale had bereikt (in die dagen de derde ronde).
Robb behaalde ook de titel op de tennistoernooien van Ierland, Schotland en Wales.
In 1907 overleed Robb op 28-jarige leeftijd aan de gevolgen van kanker.